# Walhaz
*Walhaz es una palabra protogermánica reconstruida que significa "romano", "hablante de romance" o "hablante celta". El término fue utilizado por los antiguos pobladores germanos para describir a los habitantes del anterior Imperio Romano Occidental, que fueron ampliamente romanizados y hablaban latín o lenguas celtas (cf. Valland en nórdico antiguo). La forma adjectivada se da en nórdico antiguo valskr y significa "francés"; en alto alemán nórdico walhisk que significa "romance"; en Nuevo alto alemán welsch, usado en Suiza y Tirol del Sur para los hablantes de Lenguas romances; en neerlandés Waals "valón"; en inglés antiguo welisċ, wælisċ, wilisċ, que significa "romano-británico". La forma de estas palabras indica que descienden de una forma protogermánica *walhiska-. Se atestigua en la Edad de Hierro romana a partir de una inscripción en uno de los amuletos Tjurkö bracteates, donde walhakurne, "grano romano/gaélico" es aparentemente un símbolo que representa al "oro" (refiriéndose al amuleto en sí mismo).

## De *Walhaz a welsch
Es altamente probable que *Walhaz derive de la tribu conocida por los romanos como Volcae (en los escritos de Julio César) y por los griegos como Οὐόλκαι/Ouólkai (Estrabón y Ptolomeo). Esta tribu ocupaba territorios vecinos a los pueblos germánicos y parecen haber sido referenciados por el nombre protogermánico *Walhaz (*Walhōz en plural, adjetivo  *walhiska-). Se asume que este término se refería específicamente a los Volcae celtas, porque la aplicación de la ley de Grimm a esa palabra produce la forma *Walh-. Por consiguiente, este término *Walhōz se aplicó de forma bastante indiscriminada a los vecinos sureños de los pueblos germánicos, como se evidencia en los nombres geográficos como Walchgau y Walchensee en Baviera. Estos vecinos sureños, sin embargo, ya estaban completamente romanizados para entonces. Así, los hablantes germanos generalizaron este nombre, primero a todos los celtas, y después a todos los romanos y pueblos romanizados. Walh del Alto alemán antiguo se convirtió en Walch en Alto alemán medio, y el adjetivo AAA walhisk se volvió welsch en AAM; por ejemplo, en el Romance de Alejandro por Rudolf von Ems de 1240 -resultando en Welsche en Temprano nuevo alto alemán y en el moderno alemán de Suiza como el exónimo para todos los hablantes de las lenguas romances. Por ejemplo, el nombre alemán histórico para Trentino, la parte de Tirol con una mayoría que habla romance, es Welschtirol, y el nombre histórico alemán para Verona es Welschbern.
Hoy, welsch no está en uso en alemán excepto en Suiza, término usado allí no solo en un contexto histórico, sino también como una palabra para describir a los suizos que hablan italiano y francés, y en la italiana Provincia Autónoma de Bolzano/ Tirol del Sur/ Alto Adigio, cuyos habitantes germano-hablantes usan el término (también en su forma walsche) para referirse a los italianos de manera despectiva.

## De*WalhazaVlach
- Wikcionario  tiene definiciones y otra información sobre Vlach.

En la Europa central y oriental, la palabra para los pueblos latinos fue tomada de los godos (como *walhs) al protoeslavo un poco antes del siglo VII. La primera fuente que utilizó esta palabra fue en las escrituras del historiador bizantino Jorge Cedreno a mediados del siglo XI. El término pasó de los eslavos a otros pueblos, como los húngaros (oláh, se refiere a valacos, más específicamente rumanos, olasz hace referencia a los italianos), turcos ("Ulahlar") y bizantinos ("Βλάχοι", "Vláhi") y fue usado por todos los pueblos latinos de los Balcanes.
Con el tiempo, el término Vlach, valaco (y sus formas diferentes) también adquirieron diferentes significados. Los turcos del imperio Otomano en los Balcanes solían emplear el término para hablar de los cristianos nativos de los Balcanes (posiblemente debido al lazo cultural entre el cristianismo y la cultura romana), [cita requerida] y en parte de los Balcanes el término llegó a significar "pastor" por la ocupación de muchos de los valacos a través de toda la Europa central y oriental.
También se pueden mencionar las palabras polacas Włoch (pl. Włosi), "italiano", y Włochy, "Italia", y el término eslavo lah, que tiene cierta connotación despectiva respecto a "italiano".

## Topónimos y exónimos
Numerosos nombres de las regiones no germánicas, y en particular de las zonas de lenguas latinas, europeas y cercanas a Asia, derivan de la palabra Walh, en particular los exónimos
- Valaquia y Vlachs – "rumanos"

Los siguientes términos están presentes históricamente en lenguas de Europa Central, Oriental y otras zonas vecinas:
- en polaco: Włochy /ˈvwɔxɨ/, el nombre de Italia, y Wołoch, refiriéndose a Vlachs e históricamente rumanos.
- en húngaro: "Oláh", haciendo referencia a los rumanos, Oláhország a Valaquia; "Vlachok" refiriéndose a rumanos/Vlachs, generalmente; "Olasz" haciendo referencia a los italianos.
- en serbocroata y búlgaro: Vlah (влах) – para los rumanos u otros subgrupos rumanos/Vlah. También en Vlašić, la montaña en Bosnia y Herzegovina fue nombrada por los pastores Vlach que habitaban allí.
- en ucraniano: Voloh (волох) – para los rumanos.
- en  ruso: Valah/Valakh (валах) – para los rumanos.
- en griego: Vlahi/Vlakhi (Βλάχοι) – para los rumanos u otros subgrupos rumanos/Vlach (p. ej. aromunes, meglenorrumanos, etc.).
- en alemán: Wlachen o Walachen – para los rumanos de otros subgrupos rumanos/Vlach; Wallach – un caballo rumano, es decir, un caballo que ha sido capado, como los rumanos capaban a sus caballos de guerra por razones prácticas; Walachei – para cualquier tierra habitada por Vlachs, así como tierras remotas y escabrosas.
- en checo y eslovaco: Vlach – checo antiguo para un italiano,[4] Valach – para los rumanos o sus descendientes que hablaban eslavo y habitaban Valaquia Morava; un caballo capado.
- en turco: Eflak – para Valaquia y "Ulahlar" para rumanos u otros subgrupos rumanos/Vlach.
- en esloveno: Laški, nombre arcaico que se refiere a los italianos; también es el nombre de varios asentamientos en Eslovenia, como Laško cerca de Celje, o Laški Rovt cerca de Bohinj. Laško es también el antiguo nombre esloveno para la zona alrededor de Monfalcone y Ronchi en Italia, en la frontera con Eslovenia. Estos nombres están relacionados con la presencia de un gran núcleo de poblaciones latinas en las épocas donde hubo asentamientos eslavos en los Alpes orientales, en el siglo VI.

En idiomas de la Europa Occidental:
- en inglés:
  - Gales, idioma galés
  - Cornwall (Cornualles)
  - Los nombres de muchos pueblos y villas de todo el norte y oeste de Inglaterra, tales como Walsden en el Yorkshire occidental y Wallasey, cerca de Liverpool.
  - Waledich o wallditch (weahl + ditch) era el nombre previctoriano del crómlech en Avebury, Wiltshire.[5]
  - Galwalas, nombre en inglés antiguo para las personas de Gaul o de Francia.
- Numerosos certificados en alemán (ver también Welsche):
  - en los nombres de villas que terminan en -walchen, tales como Straßwalchen o Seewalchen am Attersee, más que nada ubicada en la región Salzkammergut e indicando asentamientos romanos.
  - El nombre de la villa alemana Wallstadt, hoy una parte de la ciudad de Mannheim, se origina del germánico Walahastath.
  - En alemán Welsch o Walsch, forma anticuada de "romance", y aún en uso en Alemán estándar suizo para Romandía.
  - en varios nombres de lugares, por ejemplo, Walensee y Walenstadt, así como Welschbern y Welschtirol (ahora casi siempre Verona y Trentino), también en:
    - Welschbillig, en el Valle del Mosela, donde se hablaba romance del Mosela;
    - Welschen Ennest (comunidad de Kirchhundem, distrito Distrito de Olpe, Sauerland);
    - Welschenrohr en el cantón suizo de Soleura;
    - Welschensteinach en el distrito Ortenau en Baden-Wurtemberg;
    - Welschnofen (Nova Levante), opuesto a Deutschnofen (Nova Ponente), en Alto Adige, Italia. En Welschnofen vivió una comunidad que hablaba ladino hasta el siglo XVIII, mientras que en Deutschnofen vivía una comunidad alemana.

  - en alemán Walser, Wailschu se refiere a italiano/piamontés.
  - Hay una calle llamada Wahlenstrasse en Ratisbona, al parecer alguna vez estuvo habitada por comerciantes italianos. En otros lugares alemanes como Duisburg se puede encontrar Welschengasse o Am Welschenkamp, haciendo referencia a personas que viven allí y hablan francés.[6]
  - En el sur de Austria, "welsch" es un prefijo que generalmente significa italiano. Por ejemplo, la variedad de vino, común en Estiria, Eslovenia, Croacia y Hungría (de hecho, sin relación con la variedad de vino blanco Riesling). Se usa como una palabra peyorativa para las personas de origen latino/románico cercanas (los vecinos restantes de Austria son "Tschuschen" – eslavos – y "Piefke" (término ofensivo para los alemanes).
  - Kauderwelsch (en danés: kaudervælsk, en noruego: kaudervelsk, en holandés: koeterwaals) es una palabra alemana que significa "tonterías" y deriva del dialecto romanche de Coira en Suiza.
  - Welche, tal como se escribe Welsch en francés, se refiere al dialecto romance histórico en Alsacia en los límites de Alsacia donde se habla alemán.
  - Rotwelsch es el idioma de las comunidades de gitanos en Alemania.
- En holandés:
  - La región belga de Wallonia, cf. en holandés Waals, Walloon, Walenland, Wallonië.
  - La antigua isla de Walcheren.
  - La iglesia calvinista Walloon church en Holanda, cuyo idioma original era el francés.
- En la mayoría de las Lenguas de oïl, walhaz fue prestado y alterado al cambiar la inicial w a g (cf. en inglés "war", francés guerre, inglés "William" frente al francés Guillaume o incluso en inglés "ward" frente a "guard", prestado del francés al inglés) resultando en Gaul-: Gaule, "Gaul", Gaulois, "Gaulish" (estos términos no están relacionados etimológicamente con Galo o gaélico a pesar de la similitud en forma y significado. Ver Nombres Celtas para más información).
  - Francés (pays de) Galles, gallois > Italiano Galles, gallese, "Gales", "Welsh".

## Alemán de Pensilvania
En el Alemán de Pensilvania, Welsch generalmente significa extraño, así como Welsh, y a veces forma compuestos, aunque con un significado más restringido, con otras palabras. Por ejemplo, las palabras para "pavo" son Welschhaahne y Welschhinkel, que literalmente significan "pollo francés o (romano)". "Welschkann" es la palabra para maíz y literalmente se traduce como "grano francés (o romano)."  El verbo welsche significa  "farfullar".

## Yidis
El término en Yidis "Velsh" o "Veilish" es usado por los judíos sefardíes y la Escritura Rashi.

## Apellidos
El elemento también aparece en apellidos:
- en holandés:
  - De Waal, Waal, De Waele, Waelhens, Swalen, Swelsen;[6] pero no van der Waals (< río o nombre de agua Waal).[6]
- en inglés:
  - Welsh, Welch, Walsh, Walch, Whale, Wallace,[7] Wallis, Waugh[8]
- en alemán:
  - Welsch, Welschen, Welzen,[6] Welches, Wälsch, Walech, Walch, Wahl, Wahle, Wahlen, Wahlens, Wahlich, Wälke (en parte directamente de los nombres como Walcho)[9]
- en griego:
  - Vlahos
- en húngaro:
  - Oláh, Olasz
- en irlandés: (todos derivados de Gall)
  - Mac Diarmada Gall, Dubhghall, Gallbhreatnach, Ó Gallchobhair, Mac an Ghallóglaigh
- en judío-polaco:
  - Bloch, un apellido judío, que deriva del polaco Włochy
- en polaco:
  - Włoch, Wołoch, Wołos, Wołoszyn, Wołoszek, Wołoszczak, Wołoszczuk, Bołoch, Bołoz
- en rumano
  - Olah, Olahu, Vlah, Vlahu, Valahu, Vlahuță, Vlahovici, Vlahopol, Vlas, Vlasici, Vlăsianu, Vlăsceanu, Vlaș, Vlașcu
- En ladino:
  - Vallazza
- En eslavo:
  - Vlach, Vlah (cyr. Влах) (nombre, también para Blaise)